# Simboluri LGBT
Comunitatea LGBT (mai nou LGBTQIA+) a adoptat de-a lungul timpului diferite simboluri care să afirme identitatea comunității prin unitate, mândrie, valori comune și devotament unul față de celălalt. Simbolurile LGBT exprimă idei, concepte și identitatea de grup atât in cadrul comunităților lor, cât și în mass-media. Însă nu toate persoanele LGBT recunosc sau poartă aceste simboluri. Într-un sondaj comandat de revista The Advocate, 71% dintre respondenți au afirmat că au purtat și poartă simboluri LGBT pe rucsacuri, haine etc.
Până în a doua jumătate a secolului al XX-lea, în multe societăți se credea că orientarea sexuală diferită de cea a majorității constituie un păcat sau o boală. Deseori, aceste persoane erau persecutate prin lege. Homosexualii au fost nevoiți să-și ascundă orientarea, în scopul de a evita abuzurile, închisoarea sau chiar moartea. La sfârșitul anilor 1960, pe fondul dezvoltării active a contraculturii, emulată și de al doilea val de feminism și mișcarea pentru drepturile civile ale populației de culoare, apare o nouă mișcare socială și politică (mișcarea LGBT). De atunci s-a stabilit un sistem formal de simboluri pentru identitatea și unitatea manifestărilor sale.
Două dintre cele mai recognoscibile simboluri ale acestei comunități sunt triunghiul roz și steagul-curcubeu. Triunghiul roz, inițial folosit pentru persecuția homosexualilor în timpul Holocaustului, a fost reclamat de comunitatea LGBT, devenind după cel de-Al Doilea Război Mondial un simbol pozitiv al identității gay și al mișcării pentru drepturile homosexualilor. Steagul-curcubeu, folosit în trecut ca simbol al unității între toți oamenii, a fost adoptat de comunitatea LGBT ca simbol al mândriei și diversității comunității.
Astăzi, simbolistica LGBT este un domeniu vast, variind de la simboluri sexuale și simboluri ale feminității (precum lambda) la diferite conotații atribuite culorilor cu care persoanele LGBT se identifică.

## Steaguri

### Steagul-curcubeu
Versiunea originală cu opt benzi proiectată de Gilbert Baker pentru parada LGBT din San Francisco (1978).

Versiunea cu banda roz îndepărtată (1979). Pigmentul roz nu era disponibil în cantități industriale.

Versiunea cu șase benzi folosită la scară largă din 1979. Indigoul și turcoazul au fost schimbate în albastru regal.
Unul dintre cele mai folosite și recunoscute simboluri ale mișcării gay, steagul-curcubeu este un simbol atât al mișcării LGBT, cât și al persoanelor heterosexuale care susțin moral sau prin acțiuni concrete libertatea de expresie a persoanelor LGBT.
De-a lungul istoriei, persoanele gay foloseau culori deschise pentru a-și semnala homosexualitatea cu alte persoane de aceeași orientare. Oscar Wilde a fost faimos pentru purtarea unei garoafe verzi atașată de rever, iar floarea se crede că a fost folosită de el și alți londonezi și parizieni ai sfârșitului de secol XIX–începutului de secol XX pentru a-și exprima tacit orientarea lor. Robert Hichens descrie fenomenul în Garoafa verde (1894), și, în parte, cartea a fost un catalizator în procesul lui Wilde pentru sodomie. Galbenul era folosit în același scop în Australia. Potrivit cărții Sunshine and Rainbows, un studiu al culturii gay din Queensland, „dacă doreai să atragi atenția aceluiași sex, purtarea unei perechi de șosete de culoare galbenă deseori da rezultate”. În timpul Holocaustului, bărbații gay au fost forțați să poarte triunghiuri roz, cu timpul acest simbol fiind revendicat de comunitatea gay. Violetul a devenit, de asemenea, un simbol popular al mândriei gay în anii 1960 și 1970, când locuitorii din San Francisco au încercat să facă un simbol din „mâna violet”, iar cei din Boston lipeau postere cu rinoceri mov.

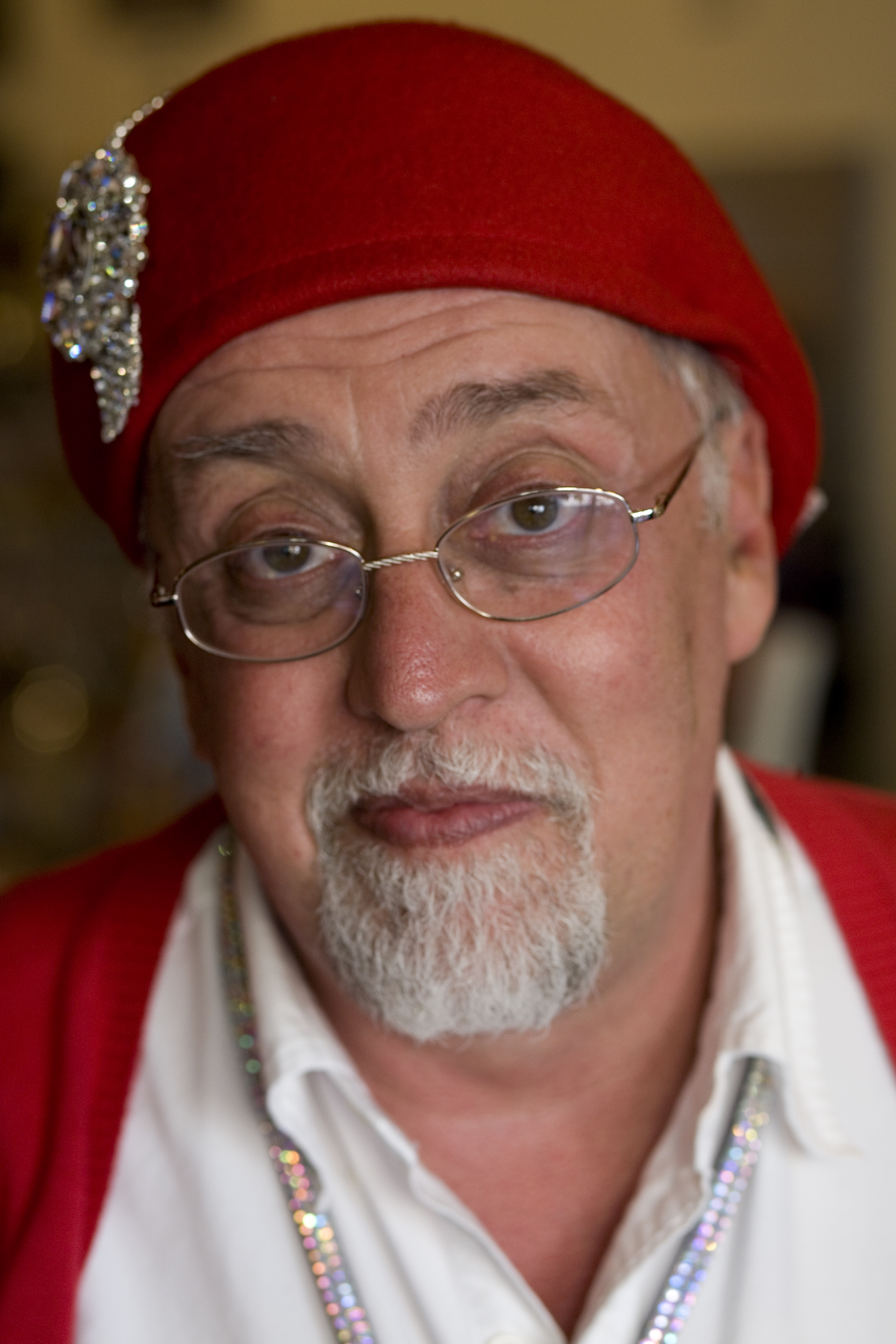
Gilbert Baker, creatorul steagului-curcubeu

Conceptul curcubeului a fost utilizat încă din antichitate de către majoritatea culturilor: greacă, africană, amerindiană, orientală, celtică – cu diferite semnificații. Steagul-curcubeu a fost conceput în anul 1978 de către Gilbert Baker (1951–2017), un artist din San Francisco. Mulți au sugerat că inspirația lui Baker pentru conceptul steagului derivă din balada „Over the Rainbow”, interpretată de Judy Garland în filmul Vrăjitorul din Oz (1939), dar și din revolta de la Stonewall care a avut loc la câteva zile după moartea lui Judy Garland (ea a fost una dintre primele icoane gay). O altă sugestie a originii steagului-curcubeu este faptul că în campusurile studențești din anii '60, studenții manifestau pentru pacea mondială prin afișarea unui „steag al raselor” (numit și „steagul rasei umane”) cu cinci benzi orizontale (de sus în jos, roșu, alb, maro, galben și negru). Potrivit propriilor declarații, ideea steagului-curcubeu a apărut odată cu mișcarea hippie a acelei perioade, în mare parte influențată de pionieratul poetului și activistului gay Allen Ginsberg. Baker însuși, împreună cu o echipă de 30 de voluntari, a cusut manual prototipul în mărime naturală al drapelului pentru Gay and Lesbian Freedom Day March din 25 iunie 1978. Steagul a fost numit afectuos „Noua glorie” și aclamat cu entuziasm de miile de oameni care au manifestat pe străzile San Francisco-ului. În 1979, steagul a fost adoptat de Pride Parade Committee, după asasinarea activistului pentru drepturi LGBT Harvey Milk din 27 noiembrie 1978. Deși steagul original avea opt benzi (roz, roșu, portocaliu, galben, verde, turcoaz, albastru și violet), actualul steag LGBT are doar șase benzi (roșu, portocaliu, galben, verde, albastru și violet). Curcubeul cu șase culori a devenit foarte popular, ajungând să fie recunoscut oficial de către Congresul Internațional de Vexilologie. Cu timpul, steagul a devenit un simbol global. Designul s-a dovedit versatil; oamenii au incorporat curcubeul în variații ale diferitelor steaguri naționale sau statale, cum ar fi Texas, Canada sau Africa de Sud. În iunie 2015, Muzeul de Artă Modernă (MoMA) din New York a adăugat steagul în colecția sa de simboluri și opere de artă.
Fiind lansat la o paradă gay, steagurile-curcubeu sunt deseori fluturate în timpul unor astfel de manifestații. Steagul-curcubeu a inspirat o mare varietate de alte simboluri înrudite, cum ar fi inelele libertății și alte accesorii.
Culorile curcubeului sunt un simbol al diversității din comunitatea LGBT, al diversității orientării sexuale și al speranței pentru drepturi egale. Fiecare dintre cele opt culori simbolizează aspecte ale vieții homosexualilor și lesbienelor:
| Roz aprins |  | Sexualitate |
| Roșu       |  | Viață       |
| Portocaliu |  | Vindecare   |
| Galben     |  | Soare       |
| Verde      |  | Natură      |
| Turcoaz    |  | Artă        |
| Indigo     |  | Armonie     |
| Violet     |  | Spirit      |

#### Variante
Steagul victoriei împotriva SIDA folosește steagul-curcubeu cu o dungă neagră jos pentru a comemora victimele acestei boli. Sergentul Leonard Matlovitch, veteran din Vietnam cu SIDA, a sugerat ca în momentul când se va găsi o cură pentru SIDA toate dungile negre să fie îndepărtate și arse în mod ceremonios la Washington, D.C.
Adepții culturii leather a comunității LGBT au modificat steagul-curcubeu pentru a avea o dungă neagră în loc de una violet. Cu toate acestea, această variantă ar putea fi confundată cu versiunea „victorie împotriva SIDA” a steagului-curcubeu, deoarece acestea sunt similare.
Steagul-curcubeu cu dungă albă pe verticală, în palan, denotă faptul că toate orientările non-heterosexuale sunt incluse. De asemenea, există versiuni ale steagului-curcubeu în care simbolurile astrologice ale planetelor Marte, respectiv Venus, de culoare albă și îmbinate, apar pe un canton albastru în colțul din stânga sus al steagului. Acestea semnifică homosexualitatea masculină, respectiv homosexualitatea feminină.

#### Galerie

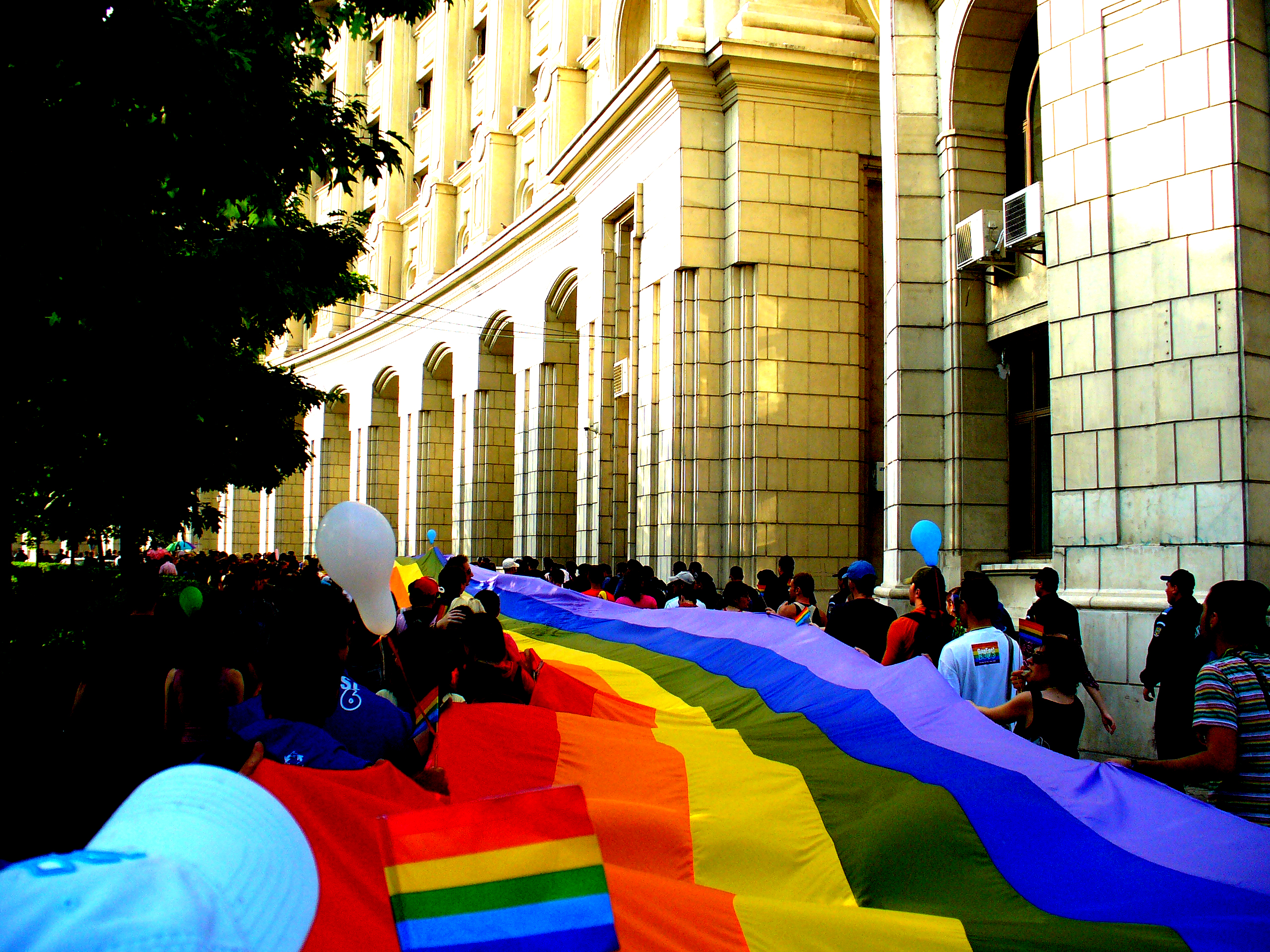
Steaguri-curcubeu la parada gay din București (2006)
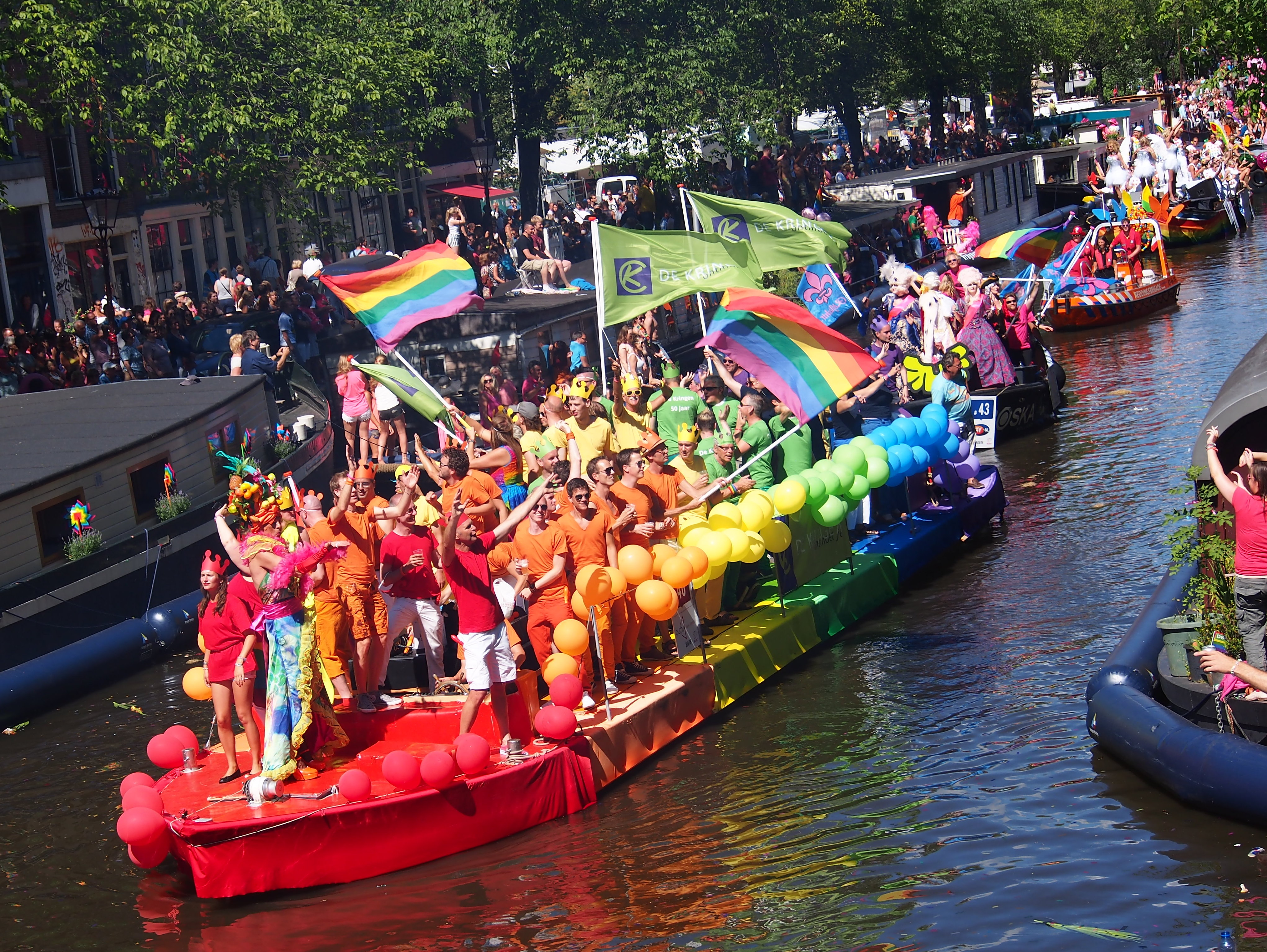
Ambarcațiune în culorile curcubeului în timpul paradei gay din Amsterdam (2013)
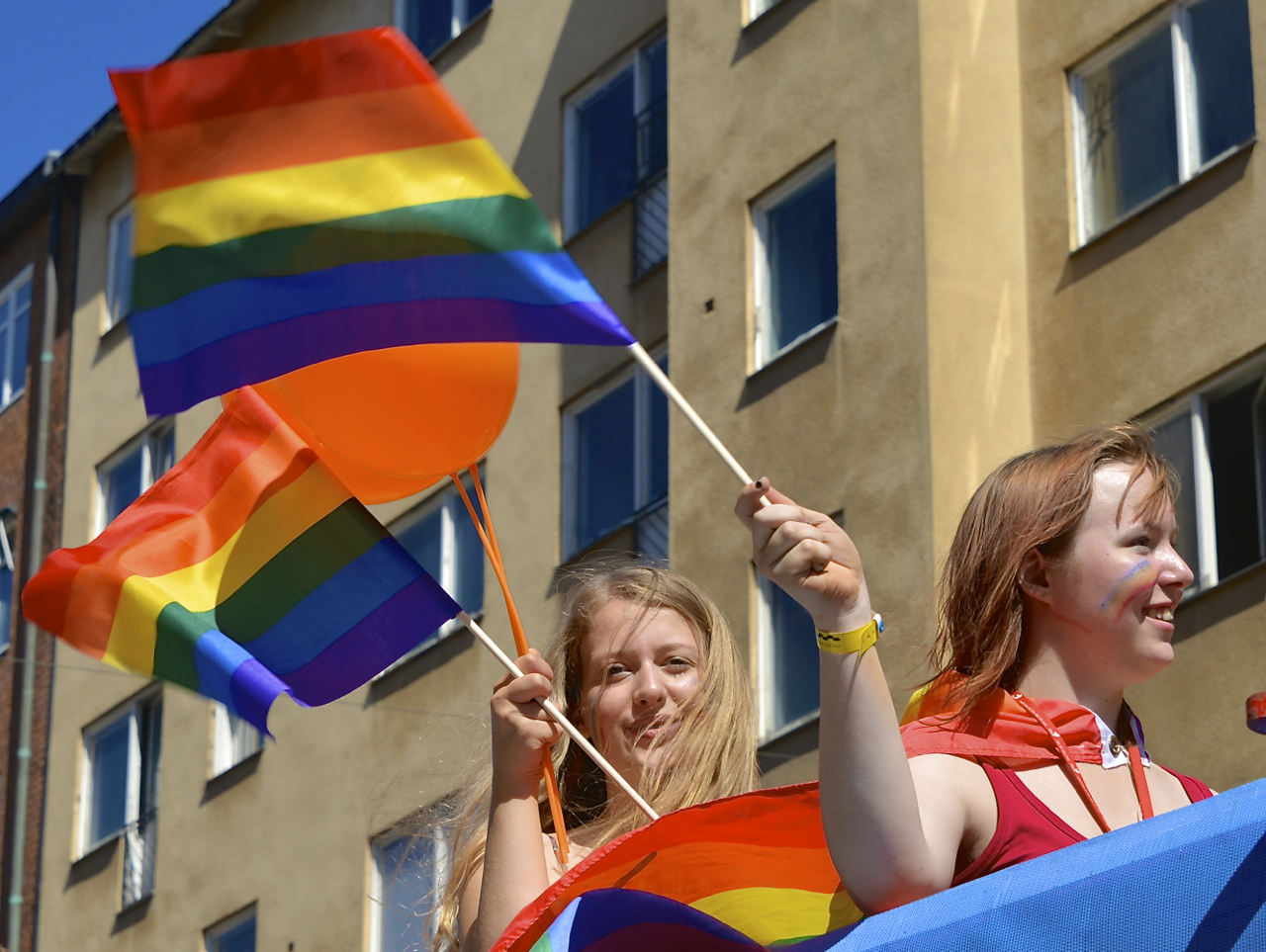
Tinere fluturând steagul-curcubeu în timpul paradei LGBT din Stockholm (2013)
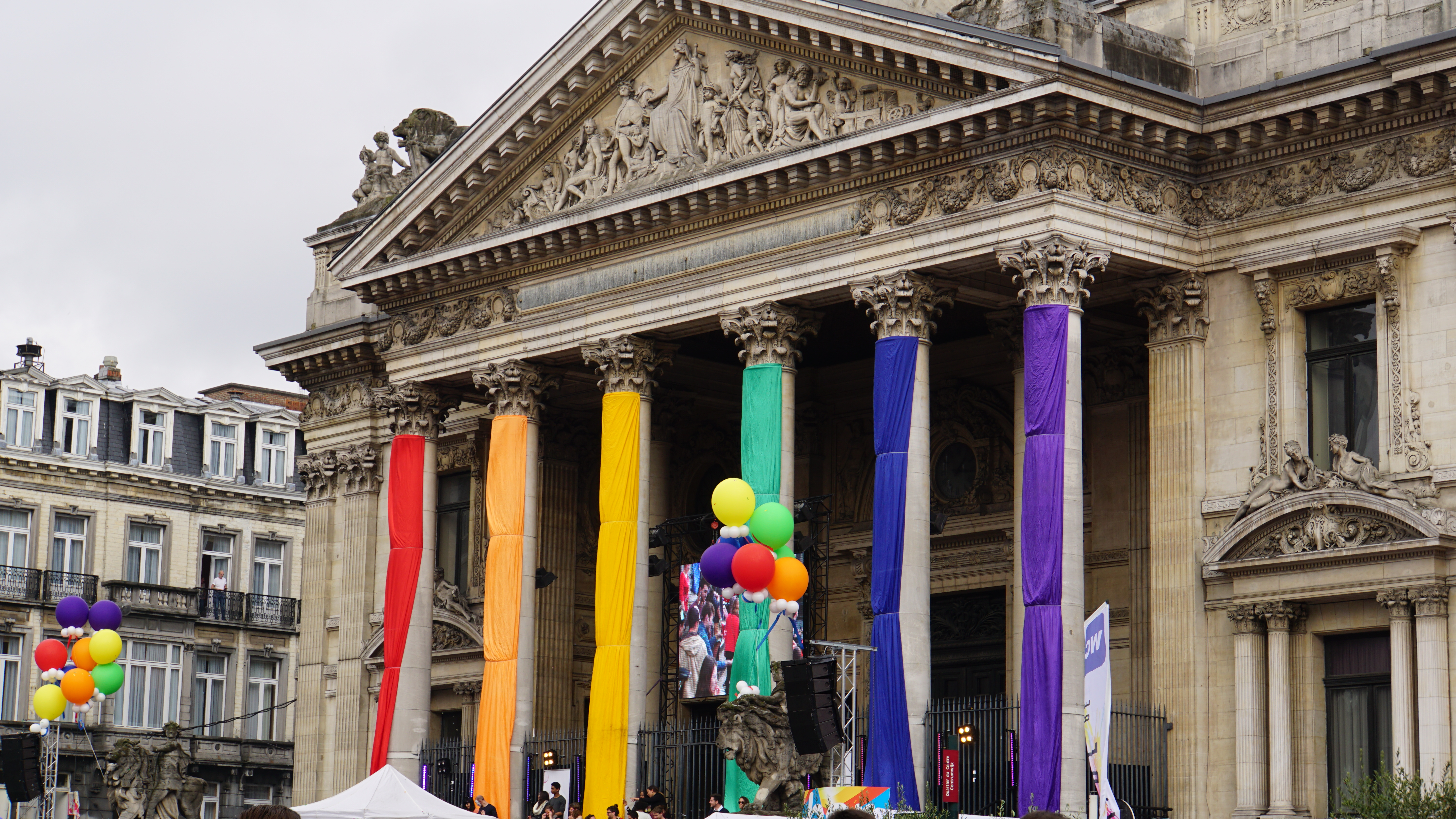
Coloanele Bursei de Valori din Bruxelles în culorile curcubeului (2015)
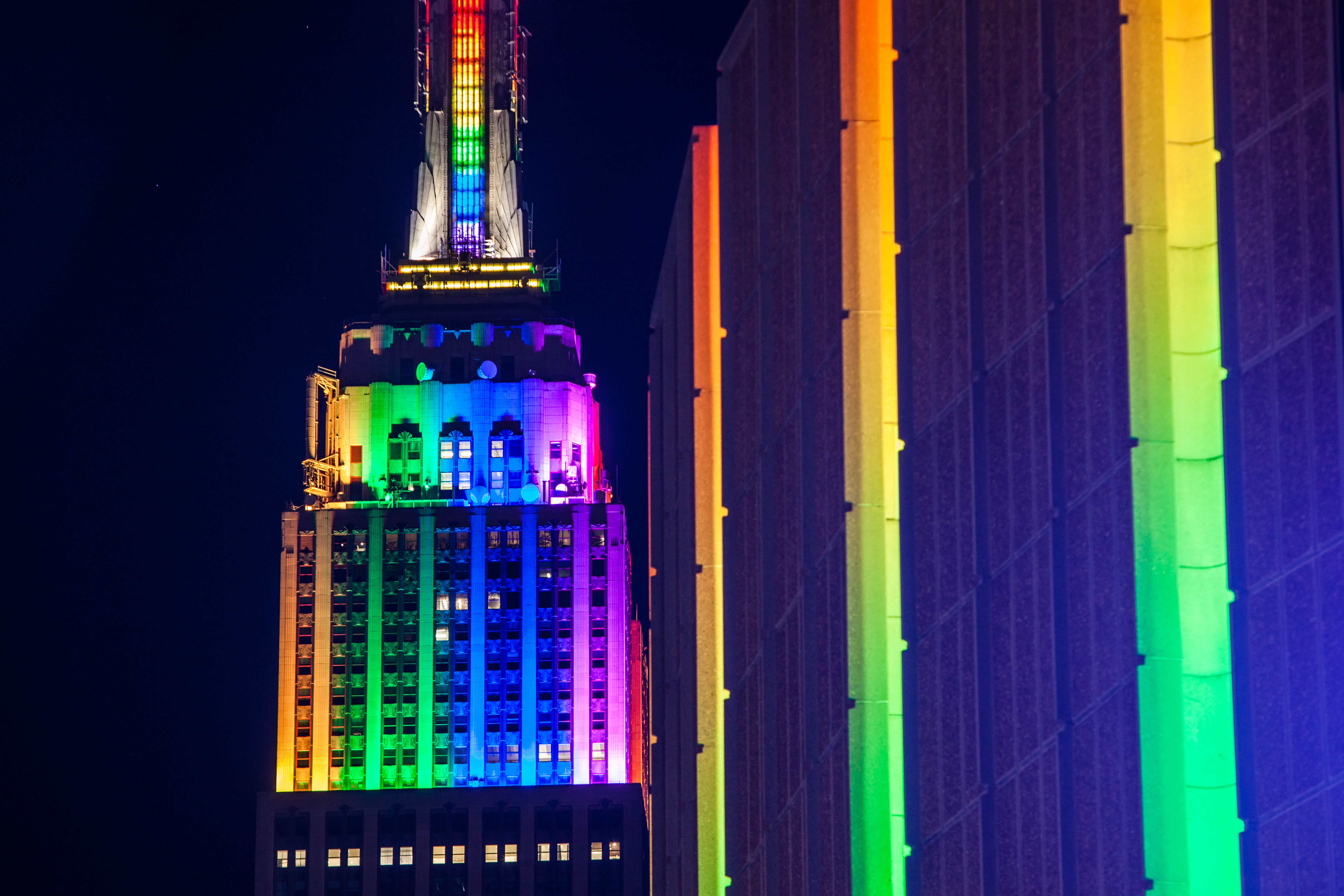
Empire State Building și Madison Square Garden iluminate în culorile curcubeului pentru parada din New York (2015)

### Steagul bi

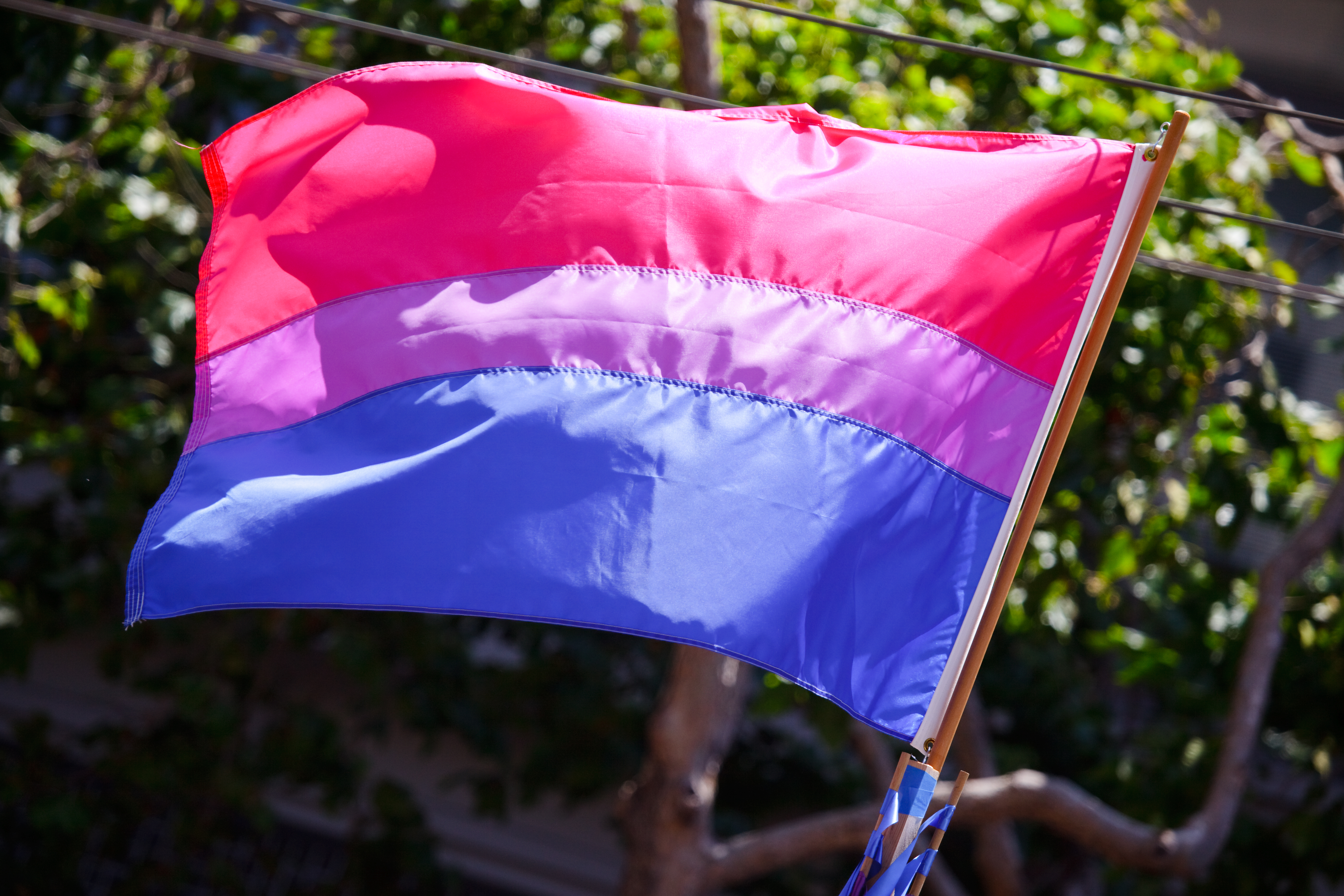
Steagul bi

Semilunile bisexualității

Steagul bi a fost proiectat de Michael Paige în 1998 pentru a da comunității bisexuale propriul simbol, asemenea steagului-curcubeu care definește comunitatea LGBT. Scopul lui a fost acela de a spori vizibilitatea bisexualilor, atât în rândul societății, cât și în cadrul comunității LGBT. Primul steag bi a fost prezentat la prima petrecere aniversară a BiCafe, pe 5 decembrie 1998. Paige a preluat culorile de la un simbol al bisexualității deja existent, dându-i propriul semantism:
„În proiectarea steagului bi, am ales culorile și modelul de suprapunere al triunghiurilor bisexualității.”
Rozul simbolizează atracția sexuală între aceleași sexe (gay și lesbiene), albastrul reprezintă atracția sexuală pentru sexul opus (heterosexuali), iar rezultanta prin suprapunerea celor două, culoarea mov, reprezintă atracția sexuală pentru ambele sexe (bisexuali).
Semilunile bisexualității reprezintă de asemenea această comunitate și folosesc aceleași culori (roz, albastru și mov). Simbolul descrie două semiluni, spate în spate și de sus în jos. Acesta a fost conceput de Vivian Wagner, împreună cu o echipă în 1998, și este utilizat pe scară largă în Germania și țările vecine, ca substituent al triunghiului roz, simbol al persecuției homosexualilor sub dictatura hitleristă.

### Steagurile transgender
Spre deosebire de comunitatea LGBT care a adoptat un singur steag, și anume steagul-curcubeu, diferite persoane, organizații și comunități transgender nu au ajuns la un numitor comun în ceea ce privește stabilirea unui singur design de steag care să reprezinte întreaga comunitate. În schimb, există numeroase steaguri folosite și aprobate de diverse persoane, organizații sau comunități transgender. Diferitele steaguri au reprezentat și continuă să reprezinte mândria transgender, diversitatea și drepturile acestora. Cel mai important și răspândit model de astfel de steag este cunoscut în țările anglofone drept „Transgender Pride flag”. Acesta a fost creat de transsexuala Monica Helms în 1999 și a fost prezentat pentru prima dată la parada gay din Phoenix, Arizona, în anul 2000. Steagul reprezintă comunitatea transgender și constă în cinci benzi orizontale: două în albastru deschis, două în roz și una, centrală, în alb. Helms descrie semnificația steagului transgen astfel:
„Dungile din partea de sus și partea de jos sunt de culoare albastru deschis, culoarea tradițională pentru băieți. Dungile următoare sunt roz, culoarea tradițională pentru fete. Dunga din mijloc este de culoare albă, pentru persoanele intersex, în tranziție sau care se consideră ca având un gen neutru sau nedefinit. Modelul este de așa natură încât în orice mod l-ai flutura, este întotdeauna corect, simbolizându-ne pe noi, cei care căutăm corectitudine în viețile noastre.”
În Ontario, un steag cunoscut drept „Trans Flag”, creat de designerul grafic Michelle Lindsay din Ottawa, este larg folosit în rândul comunității transgen din regiune. Acesta constă din două dungi: jumătatea de sus, în magenta, reprezintă sexul feminin, iar jumătatea de jos, în albastru, reprezintă sexul masculin, peste care se suprapune simbolul persoanelor transgen în alb.
În 2002, Jennifer Pellinen a creat un steag transgen care are, de sus în jos, cinci dungi în roz, lila, indigo, violet închis și albastru. Dungile roz și albastră reprezintă femeia, respectiv bărbatul. Cele trei dungi violet reprezintă diversitatea comunității transgen și a genurilor, altele decât feminin și masculin.

Modelul Monicăi Helms (1999)
Steagul folosit în comunitățile transgender din Israel
Modelul propus de Jennifer Pellinen (2002)

Sub termenul generic „transgen”, genderfluid este un subgrup al comunității genderqueer. Steagul genderfluid reprezintă fluctuațiile și flexibilitatea de gen în rândul persoanelor genderfluid. Steagul a fost conceput de J. J. Poole în 2012 și constă în cinci benzi orizontale, de culori distincte: rozul reprezintă feminitatea, albul – lipsa de gen, violetul – o combinație de masculinitate și feminitate, negrul – toate celelalte identități de gen diferite de feminitate și masculinitate, iar albastrul – masculinitatea.
„Neutrois” reprezintă o identitate din categoria „nonbinar” și „transgen”. Termenul a fost creat de H. A. Burnham în 1995 și reprezintă persoanele cu gen neutru și care caută să-și piardă caracteristicile sexuale secundare (sâni, păr facial și corporal, distribuția grăsimii etc.). Termenul se confundă uneori cu „agender” (lipsa de gen în totalitate). Cei mai mulți oameni par să creadă că persoanele neutrois au disforie de gen, în timp ce persoanele agender nu, însă această distincție este inexactă. Steagul neutrois se compune din trei benzi orizontale în alb, verde închis și negru. Albul reprezintă neutralitatea, verdele închis (inversul lavandei) – genul nonbinar, adică nici feminin, nici masculin, iar negrul – lipsa de gen.

### Steagul bear

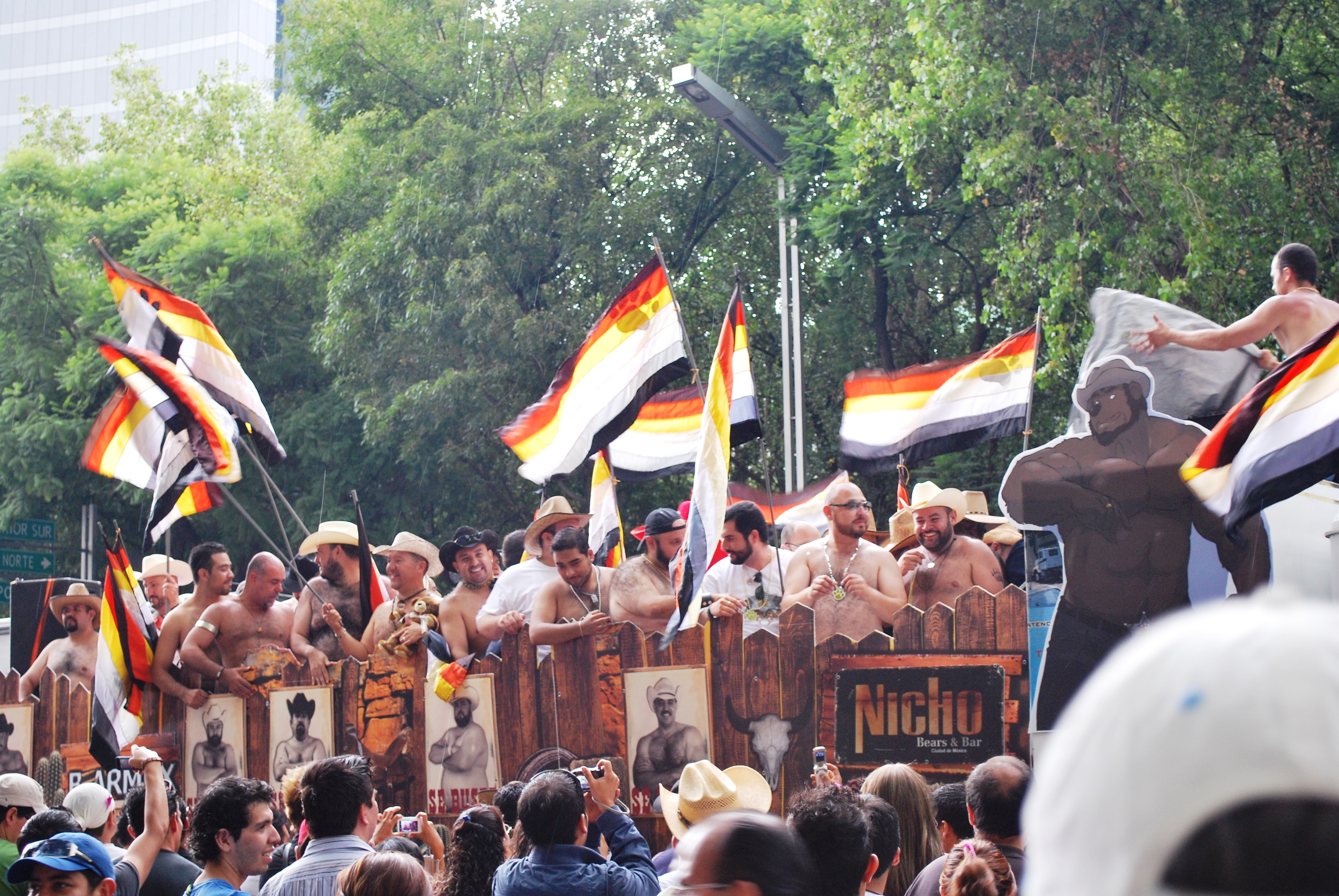
Membri ai comunității bear fluturând steaguri la marșul gay din Ciudad de México (2009)

Creat de Craig Byrnes în 1995, International Bear Brotherhood Flag reprezintă subcultura bear (englezescul pentru "urs") din cadrul comunității LGBT. Culorile steagului sunt menite să includă culorile blănurilor de urși din întreaga lume, nu neapărat culoarea pielii sau a părului oamenilor: maro închis, ruginiu, galben auriu, cafeniu-roșiatic, alb, gri și negru. Cultura gay bear cinstește caracterele sexuale secundare, precum părul facial sau de pe corp, de obicei considerat o trăsătură de „urs”.
Există, de asemenea, o altă versiune a steagului bear, cu dungile dispuse pe diagonală. A fost pentru prima dată expus pe 18 iunie 1995, în Spags, un bar bear din orașul american Seattle. Culorile steagului reprezintă pământul și diverșii urși care trăiesc între cer și pământ: albul pentru urșii polari, negrul pentru urșii negri, iar maroul pentru urșii bruni. Laba în galben auriu din colțul din stânga reprezintă spiritul și frăția tuturor urșilor. Dunga albastră (colțul stâng de sus) reprezintă cerul, iar verdele (colțul drept de jos) – Pământul.

### Steagul pansexual
Steagul pansexual a fost conceput pentru a mări vizibilitatea și recunoașterea comunității pansexuale și pentru a se distinge de comunitatea bisexuală. Este folosit pentru a indica faptul că pansexualii au atracții și relații romantice cu persoane de orice identitate de gen. Steagul constă în trei benzi orizontale, de sus în jos: roz, galben, albastru. Porțiunea albastră a steagului reprezintă atractia catre cei care se identifică în spectrul masculin (indiferent de sexul biologic), rozul reprezintă atractia catre cei care se identifică în spectrul feminin (din nou, indiferent de sexul biologic), iar porțiunea galbenă reprezintă atracția catre persoane nonbinare.

### Steagul intersex
Persoanele intersex sunt cele care nu prezintă toate caracteristicile biologice masculine sau feminine, sau prezintă o combinație din aceste caracteristici, la naștere. Termenul mai vechi pentru această condiție este „hermafrodism”, deși, cu timpul, a fost înlocuit de majoritatea experților, pacienților și familiile acestora. Estimările sugerează că ponderea persoanelor intersex este de 1% din populație.
Steagul intersex a fost creat de Organisation Intersex International Australia în iulie 2013. Organizația dorea să creeze un simbol fără culorile roz și albastru specifice sexelor. Steagul se descrie ca un cerc mov pe un fundal galben. Potrivit organizației, movul și galbenul sunt culori „hermafrodite”.

### Steagul pielii

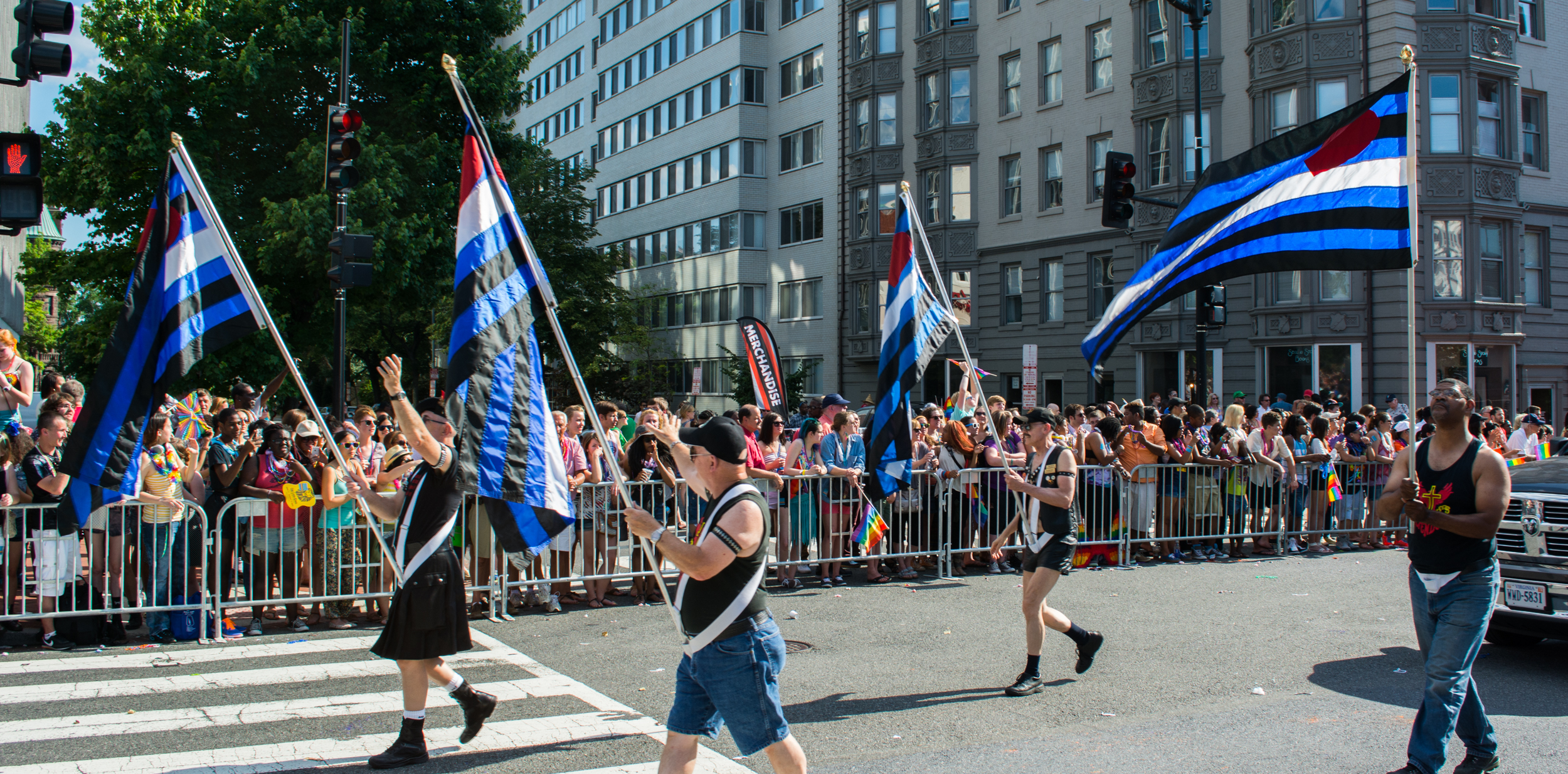
Steaguri ale comunității Leather și BDSM la parada gay din Washington, D.C. (2014)

Conceput de Tony DeBlase, „steagul pielii” (engleză Leather Pride flag) reprezintă comunitatea celor care preferă hainele din piele,  sadomasochismul, legarea și dominarea, uniformele, cowboy-ii, cauciucul și alte fetișuri. Prima dată a fost expus în Chicago, pe 28 mai 1989, la concursul International Mister Leather.
„Steagul se compune din nouă benzi orizontale de aceeași lățime. De sus și până jos, benzile alternează între negru și albastru regal. Banda centrală este de culoare albă. În partea stângă de sus a steagului se află o inimă mare roșie. Voi lăsa la latitudinea privitorului să interpreteze culorile și simbolurile.”—Tony DeBlase
Chiar dacă este comun în comunitatea LGBT, totuși nu reprezintă doar această comunitate.
|             |          |             |            |         |             |            |                  |          |
| LGBT        | Bisexual | Pansexual   | Polisexual | Asexual | Transgender | Aromantic  | Lipstick lesbian | BDSM     |
|             |          |             |            |         |             |            |                  |          |
| Genderqueer | Intersex | Genderfluid | Agender    | Bear    | Leather     | Demisexual | Neutrois         | Poliamor |

## Triunghiul roz

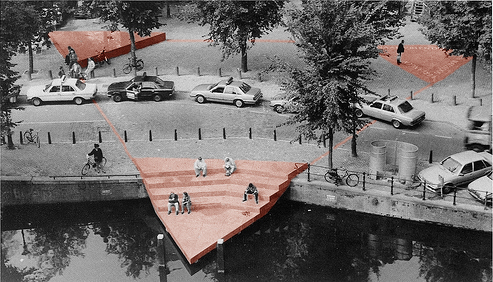
Homomonument în Amsterdam

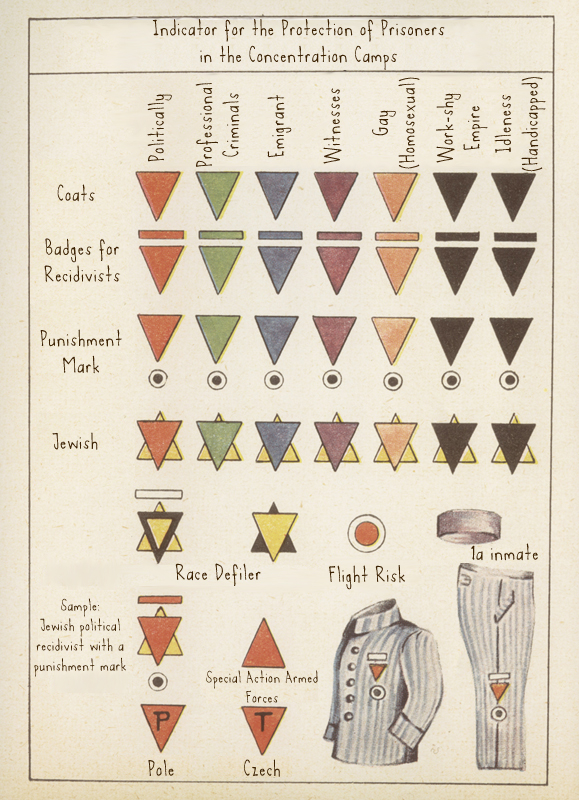
Diagramă cu simbolurile de identificare a prizonierilor în lagărele de concentrare (1938–1942)

Triunghiul roz (în germană: Rosa Winkel) este un simbol preluat direct din lagărele de concentrare naziste. Paragraful 175, o clauză în legea germană, interzicea relațiile homosexuale. În 1935, în timpul ascensiunii lui Hitler, această lege a fost extinsă pentru a include și săruturile, îmbrățișările, fanteziile gay, precum și contactele sexuale. Un an mai târziu, liderul nazist Heinrich Himmler a creat Biroul Central al Reich-ului pentru Combaterea Homosexualității și Avortului: Biroul Special (II S), un subdepartament al celui de-al doilea Departament Executiv al Gestapo-ului. Sub Paragraful 175 revizuit și crearea Biroului Special II S, numărul celor urmăriți penal a crescut brusc, atingând apogeul în anii 1937–1939. Se estimează că aproximativ 1,2 milioane de bărbați erau homosexuali în Germania în 1928. Între 1933–1945, aproximativ 100.000 de bărbați au fost arestați ca homosexuali, iar dintre aceștia, aproximativ jumătate au fost condamnați. Majoritatea au fost încarcerați în închisori normale, în vreme ce între 5.000 și 15.000 din totalul celor condamnați au fost închiși în lagăre de concentrare. Sentința includea de asemenea sterilizarea, cel mai adesea sub forma castrării. Hitler și-a schimbat politica privind homosexualii instaurând pedeapsa capitală în 1942. Prizonierii din lagărele de concentrare naziste erau etichetați în concordanță cu crimele lor, prin intermediul unor triunghiuri orientate cu vârful în jos. Infractorii „obișnuiți” purtau triunghi verde, deținuții politici – triunghi roșu, iar evreii două triunghiuri galbene suprapuse astfel încât să formeze Steaua lui David. Deținuții homosexuali erau marcați cu câte un triunghi roz, iar evreii homosexuali – cea mai joasă categorie de prizonieri – purtau două triunghiuri suprapuse, unul roz și unul galben. Acest sistem de identificare a creat o ierarhie socială între prizonieri, raportându-se deseori că persoanele cu triunghi roz primeau cele mai grele munci și erau în continuu hărțuite și bătute atât de către gărzi, cât și de către ceilalți deținuți. Deși prizonierii LGBT nu erau transportați în masă în lagărele morții de la Auschwitz, precum mulți dintre deținuții evrei, a existat totuși un număr mare de persoane LGBT executate alături de aceștia. După ce s-a sfârșit războiul mulți homosexuali au rămas în lagăre până în anul 1969 când Paragraful 175 a fost abolit în Germania de Vest.
Nu toți naziștii îi considerau pe bărbații homosexuali degenerați biologici. Mulți dintre ei credeau că homosexualitatea era o boală socială contagioasă, dar vindecabilă. Într-adevăr, aproape 2% din cei găsiți vinovați de comportament homosexual erau catalogați drept „incorigibili”. „Reeducarea” oferea un posibil remediu pentru ceilalți. Asta însemna vizite obligatorii la bordeluri. Aici, lesbienele și femeile evreice și rome erau transformate în sclave sexuale. Emasculările și injecțiile cu testosteron erau folosite pentru a-i „converti” pe bărbații homosexuali la heterosexualitate.
În anii '70 triunghiul roz a început să fie utilizat în asociere cu mișcarea de emancipare LGBT. Începând cu anul 1986, activiștii HIV/SIDA au asociat triunghiului sloganul devenit celebru „Tăcere = Moarte” (engleză: Silence = Death). În 1987, ACT UP (AIDS Coalition to Unleash Power) a început să folosească triunghiul roz, însă orientat în sus, pentru a simboliza o ripostă activă decât o resemnare în fața sorții. Pe 5 septembrie 1987, în Amsterdam, a fost inaugurat Homomonument, un monument construit pe tema triunghiului roz, care comemorează toți homosexualii și toate lesbienele ce au suferit măsuri represive din cauza orientării lor sexuale.
Asemenea triunghiului roz, un simbol al emancipării lesbienelor este triunghiul negru. Măsuri de incriminare a lesbienelor au fost luate în considerare încă din 1910, însă au fost abandonate datorită opoziției mișcării feministe, o voce fermă în politica acelor vremuri. În consecință, Paragraful 175 nu a fost extins niciodată la această categorie. Cu toate acestea, unele lesbiene au fost închise în lagărele de concentrare ale Germaniei naziste. Acestea purtau triunghiul negru conceput pentru categoria persoanelor "asociale", numite astfel deoarece nu au reușit să adere la idealul arian de feminitate, o soție dedicată „Kinder, Küche, und Kirch” („copiilor, bucătăriei și bisericii”). Se spune că ar fi existat și un triunghi vișiniu pentru deținuții transgen, însă acest zvon nu este susținut de fapte.
Triunghiul a fost adoptat, de asemenea, ca un simbol de mândrie de către persoanele bisexuale și transsexuale. Simbolul bisexualității este format din două triunghiuri, unul roz în prim-plan, poziționat ușor spre stânga față de un altul albastru. Simbolul mândriei transgender este un triunghi roz, cu o figură albastră care încorporează semnele planetelor Marte și Venus. În centru se află un cerc albastru. O săgeată îndreptată spre colțul din dreapta sus completează semnul lui Marte. O cruce îndreptată spre extremitatea de jos a triunghiului constituie semnul lui Venus. O săgeată întretăiată îndreptată spre colțul din stânga sus al triunghiului le combină pe cele două.
| Triunghiul roz | Triunghiul negru | Triunghiurile roz și galben                                                                    | Triunghiurile roz și albastru                                   |                                  |
| --- | --- | ---------------------------------------------------------------------------------------------- | --------------------------------------------------------------- | -------------------------------- |
| | |                                                                                                |                                                                 |                                  |
| Triunghiul roz era folosit pentru identificarea bărbaților homosexuali în lagărele de concentrare, dar și a violatorilor, pedofililor și zoofililor. | Triunghiul negru era folosit pentru marcarea persoanelor „asociale” și „leneșe”, inclusiv lesbiene, rromi și alții. | Triunghiul roz suprapus peste unul galben era folosit pentru etichetarea evreilor homosexuali. | Triunghiuri roz și albastre suprapuse, simbol al bisexualității | Simbolul persoanelor transgender |

## Lambda

Lambda, simbol al unității sub oprimare

A 11-a literă a alfabetului grecesc, „lambda” (λ) a fost mult timp un simbol al comunității LGBT. Spartanii credeau ca „lambda” înseamnă unitate, pe când romanii o considerau „lumina cunoștinței ce străbate întunericul ignoranței”. Se crede că simbolul lambda era inscripționat pe scuturile luptătorilor thebani. Legenda spune că orașul-cetate Theba avea în componența armatei sale o legiune de îndrăgostiți idealiști, ceea ce îi facea să fie de temut pe timpul luptei.
Acest simbol a fost prezentat prima oară în 1970 de către Alianța Activiștilor Gay (Gay Activists Alliance, GAA) din New York. GAA a fost o grupare desprinsă din Frontul de Eliberare Gay (Gay Liberation Front, GLF), la sfârșitul anului 1969, la numai șase luni după fondare, ca un răspuns la evenimentele din Stonewall. În timp ce GLF dorea să lucreze cot la cot cu mișcările de eliberare feministe și ale populației de culoare, pentru a câștiga unitate și acceptare, GAA dorea să se concentreze doar pe problemele specifice LGBT. Datorită adoptării oficiale de către GAA, care a sponsorizat evenimente publice pentru comunitatea LGBT, „lambda” a devenit rapid un însemn de identificare reciprocă pentru membrii comunității LGBT. Deoarece semăna cu un simbol folosit în fraternitățile din colegiile americane, necunoscătorii îl ignorau și astfel a devenit un simbol de recunoaștere a persoanelor homosexuale. În decembrie 1974, „lambda” a fost declarată oficial simbolul internațional pentru drepturile homosexualilor și lesbienelor de către International Gay Rights Congress din Edinburgh, Scoția. Acesta a fost folosit de atunci pe îmbrăcăminte, bijuterii și alte bunuri de consum. O versiune a steagului-curcubeu are un „lambda” alb în colțul din stânga sus.
„Lambda” apare în numele mai multor organizații, printre care Lambda Legal (cel mai mare grup de asistență juridică pentru persoanele LGBT din Statele Unite) și Lambda Literary Foundation.

## Simboluri sexuale
Simbolurile sexuale sunt semne ce descind din Roma antică. Simbolul zeului Marte reprezintă „bărbatul”, iar simbolul zeiței Venus reprezintă „femeia”. Aceste simboluri corespund și celor două planete omonime. Geneticienii din prezent nu mai folosesc aceste simboluri familiare și utilizează în schimb un pătrat (pentru sexul masculin) și un cerc (pentru sexul feminin).
Femeile lesbiene au adoptat semnul astrologic al lui Venus (♀) pentru a crea un simbol de mândrie. Planeta Venus reprezintă fericirea și sensibilitatea, iar potrivit astrologilor, energia ei este responsabilă de modul în care ne raportăm la ceilalți. În vremuri străvechi, Venus era cunoscută și ca zeița iubirii. Ea era asociată cu frumusețea și încuraja oamenii să-și exteriorizeze sentimentele și să se bucure de frumusețile lumii. Bărbații gay au și ei un corespondent în astrologie. Simbolul lui Marte (♂) face referire la energia planetei și pasiune. În mitologia romană, Marte era cunoscut drept zeul războiului și era deseori violent. Astrologii contemporani afirmă că planeta încă emană acea energie pasională, dar consideră că aceasta poate fi valorificată ca o forță de bunătate.
Începând cu anul 1970 barbații gay au folosit cele două simboluri înlănțuite ale sexului masculin pentru a simboliza homosexualitatea masculină. În aceeași perioadă câteva lesbiene au început să folosească două simboluri înlănțuite ale sexului feminin pentru a simboliza homosexualitatea feminină. În curând au apărut problemele, deoarece membre ale mișcării feministe foloseau deja acest simbol. Problema a fost rezolvată prin introducerea unui nou semn (trei simboluri înlănțuite ale sexului feminin), care semnifică feminismul și fraternitatea între femei.

Taijitu, sau simbolul yin și yang, colorat în roz, albastru deschis și alb, ca simbol al persoanelor transgen.

Există trei simboluri (cele mai recognoscibile) pentru persoanele transgen. Primul și cel mai evident este rezultatul mixării simbolurilor ce semnifică bărbatul (cerc cu săgeată), respectiv femeia (cercul cu cruce). Prin atașarea săgeții și crucii la același cerc, simbolizează părțile masculine și feminine inerente într-o singură persoană. În sensul cel mai simplu, acesta denotă un anumit nivel de androginitate. Denise Leclair, directorul executiv al International Foundation for Gender Education, susține că simbolul a fost conceput de Nancy Nangeroni, Holly Boswell și Wendy Pierce din cadrul organizației. Al doilea simbol seamănă aproape perfect cu precedentul, doar că include o striație prin centrul cercului pentru a-i reprezenta pe cei care nu se identifică nici ca bărbat, nici ca femeie. Un ultim simbol implică semnul astrologic al planetei Mercur (☿). În mitologia greacă, Afrodita (Venus) avea un copil cu Mercur (Hermes). Copilul se numea Hermaphroditus și avea atât organe genitale masculine, cât și feminine. De aici și originea cuvântului "hermafrodit". Întrucât Hermaphroditus nu avea un simbol anume, simbolul pentru Mercur a fost împrumutat pentru a reprezenta o persoană transgen. Simbolul lui Mercur are o extensie în formă de cruce (caduceu) menită să reprezinte feminitatea și o semilună deasupra reprezentând masculinitatea. Cele două sunt plasate la extremitățile opuse ale unui cerc, semnificând un echilibru între părțile masculine și feminine. Acest simbol este destinat în special persoanelor transgen care se identifică hermafrodit sau androgin.
Alte simboluri transgen includ fluturele (simbol al transformării sau metamorfozei), un set de trei hexagoane reprezentând modelul chimic al estrogenilor și testosteronului, respectiv simbolul yin și yang în roz și albastru deschis.

## Panglici
Panglicile colorate au devenit simbol al mai multor cauze. Semnificația din spatele panglicilor depinde de culoarea lor, dar și de model. 
| Panglica roșie           | Panglica roz                      | Panglica albă                                       | Panglica albastră, roșie și neagră         | Panglica albastră                               |
| ------------------------ | --------------------------------- | --------------------------------------------------- | ------------------------------------------ | ----------------------------------------------- |
|                          |                                   |                                                     |                                            |                                                 |
| Conștientizarea HIV/SIDA | Conștientizarea cancerului la sân | Conștientizarea sinuciderii în rândul tinerilor gay | Conștientizarea și acceptarea poliamorului | Conștientizarea libertății de exprimare on-line |

### Proiectul Red Ribbon
Proiectul Red Ribbon a fost început în 1991 de Visual AIDS, un grup caritabil de artiști din New York. Visual AIDS încurajează multe grupuri să-i onoreze pe cei care au murit de SIDA, pentru a face cunoscută transmiterea HIV/SIDA, pentru a aduce la cunoștință populației nevoile celor care au SIDA, și pentru a cere donații pentru continuarea tratamentelor și încercării de a găsi un remediu.

## Securea dublă

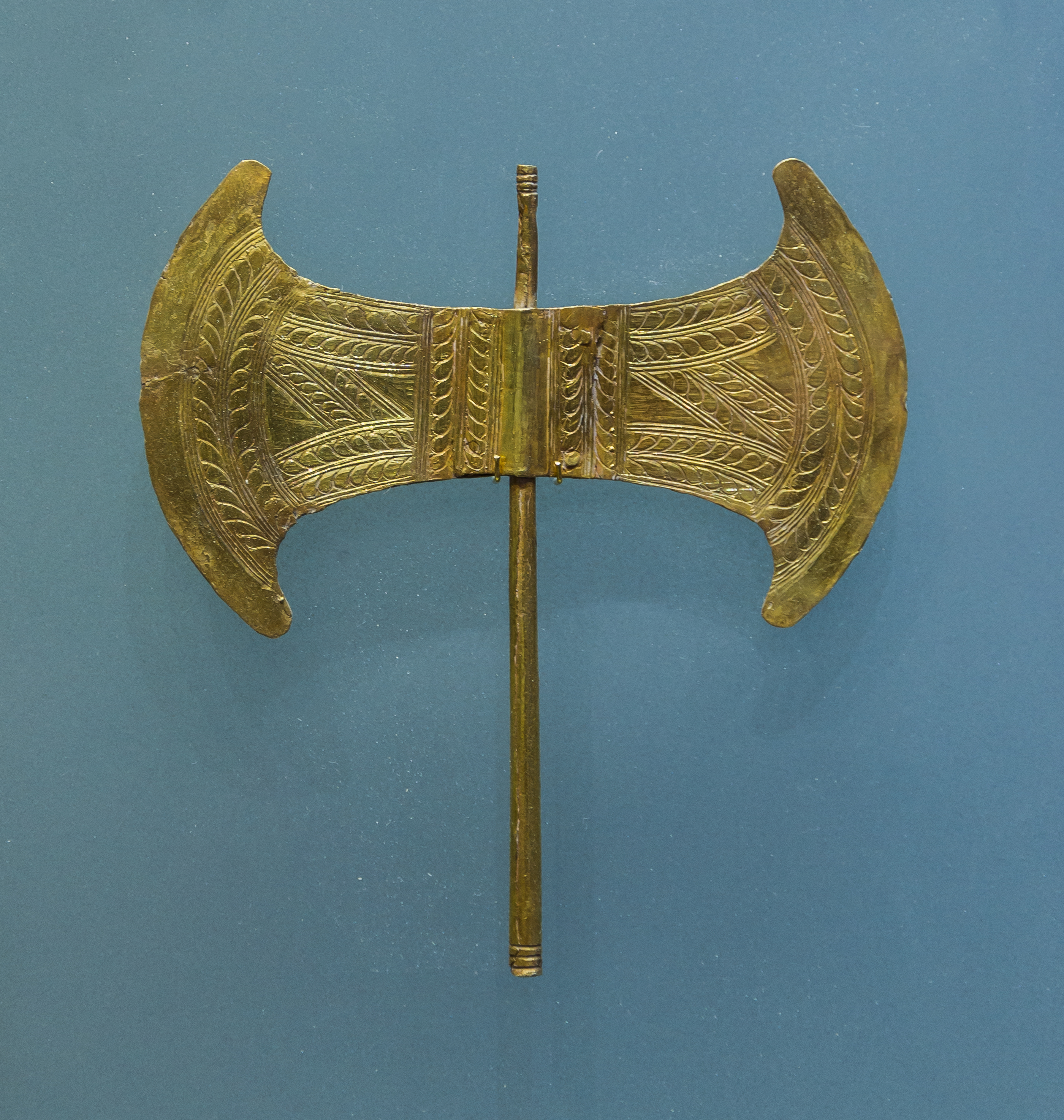
Labrys-ul simbolizează puterea și independența feminină.

Securea dublă (labrys) este un simbol care a fost folosit în Creta antică, în timpul civilizației minoice, recunoscută ca având anumite tendințe matriarhale. De asemenea, labrys-ul a fost asociat cu orașul neolitic Çatalhöyük din Turcia de azi, în jurul anului 6.000 î. Hr., ca unealtă de curățare a pământului. Çatalhöyük a fost un oraș liniștit, care a venerat zeița Pământului și care a prosperat fără conflicte vreme de 1.500 de ani. În legendele grecești, labrys-ul era folosit de luptătoarele amazoane din Sciția, despre care se spune că erau câteodată conduse de câte două regine în același timp. El mai este asociat cu zeița greacă Demetra și, ocazional, cu zeița vânătorii, Artemis (cunoscută și ca Diana în mitologia romană). Ritualurile asociate cultului zeiței Demetra, precum și a zeiței Hecate, se crede că implicau sex lesbian. Labrys-ul a fost reînviat ca simbol al feminității în anii '70 de către numeroase organizații lesbiene și feministe. Popularitatea lui a crescut odată cu publicarea unor articole despre originile lui în literatura feministă a acelor vremuri. În perioada contemporană, labrys-ul a devenit un simbol al lesbianismului și al puterii și independenței feminine și este folosit deseori în arta bijuteriei. Există, de asemenea, o organizație pentru drepturile LGBT în Kirghizstan numită Labrys Organization. Scopul organizației este de a îmbunătăți calitatea vieții pentru toate persoanele LGBT din țară, precum și din statele Asiei Centrale.

## Simbolistica culorilor

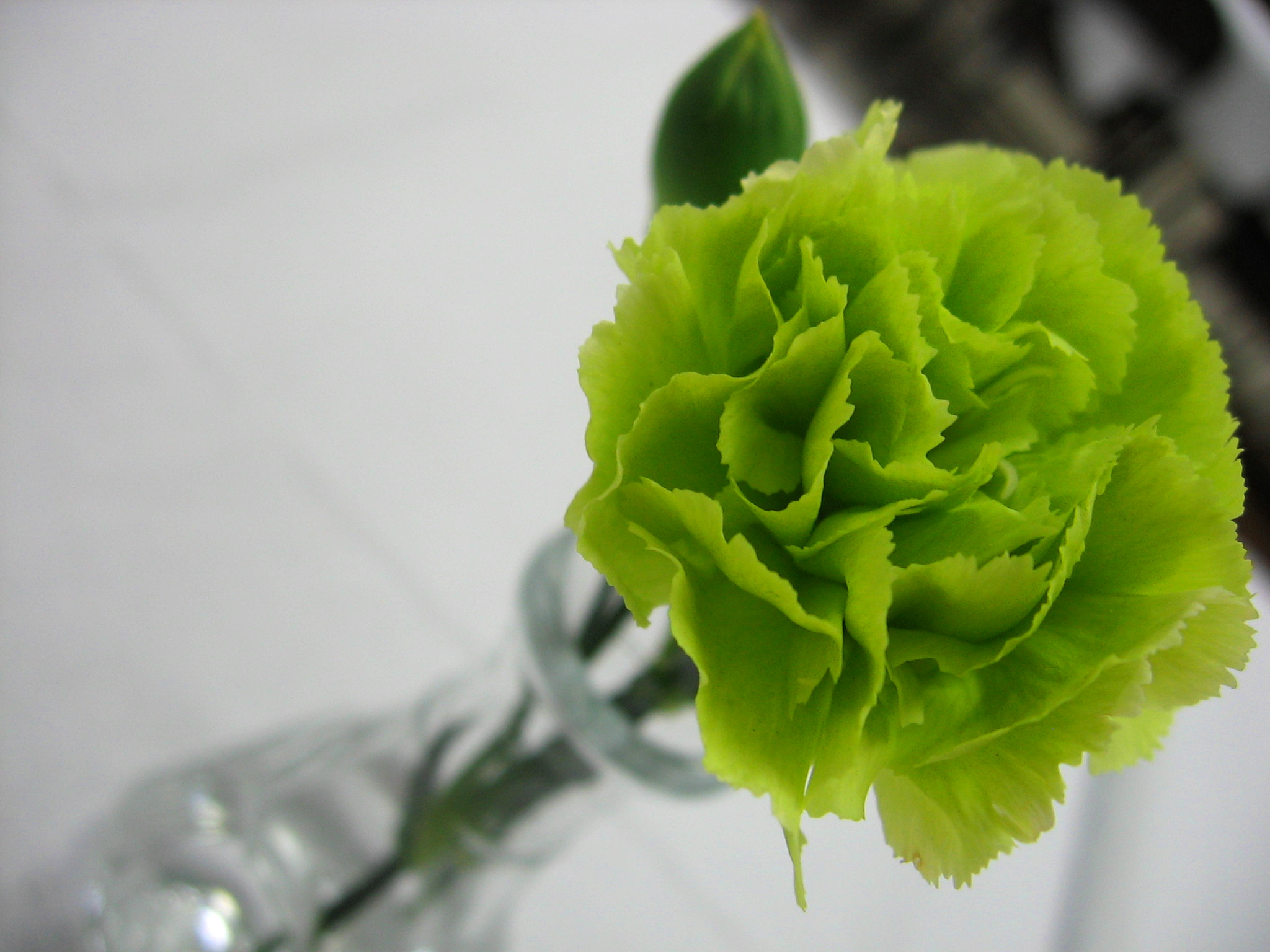
Verdele era deseori asociat cu homosexualitatea în Roma antică.

Motivul pentru care anumite culori dobândesc valori simbolice nu este întotdeauna clar, însă mai multe culori au fost asociate cu persoanele LGBT. Lavanda și rozul sunt culorile cel mai des asociate cu homosexualitatea în zilele noastre.
Legătura acestor culori cu homosexualitatea se poate datora unor referințe literare și mitologice antice. Asocierea cu homosexualitatea ar putea rezulta și din faptul că anumite culori mediază sau recuză culorile stereotipurilor de gen (albastru și roz), care sunt de obicei atribuite copiilor de sex masculin și feminin. Ca o combinație între albastru și roz, lavanda este „între” culorile masculine și feminine, împărțind caracteristicile ambelor culori; când rozul (în loc de albastru) este atribuit bărbaților, recuză (sau cel puțin nu îndeplinește) așteptările de gen.
În diferite perioade de timp, alte culori au fost considerate simbol al homosexualității. În anii 1890, galbenul era văzut ca un simbol al decadenței homosexuale, probabil din cauza publicației favorite a decadenților, The Yellow Book. Garoafa era un simbol tradițional al anusului, iar culorile verde și roșu au un istoric vechi în ceea ce privește asocierea cu homosexualitatea. Rozul a dobândit conotații homosexuale abia în anii 1900, însă verdele a fost o culoare a homosexualilor vreme de secole. În Roma antică, precum aflăm din Epigramele lui Marțial, bărbații efeminați erau numiți „galbinati” din cauza atașamentului față de culoarea verde.

### Codul batistelor

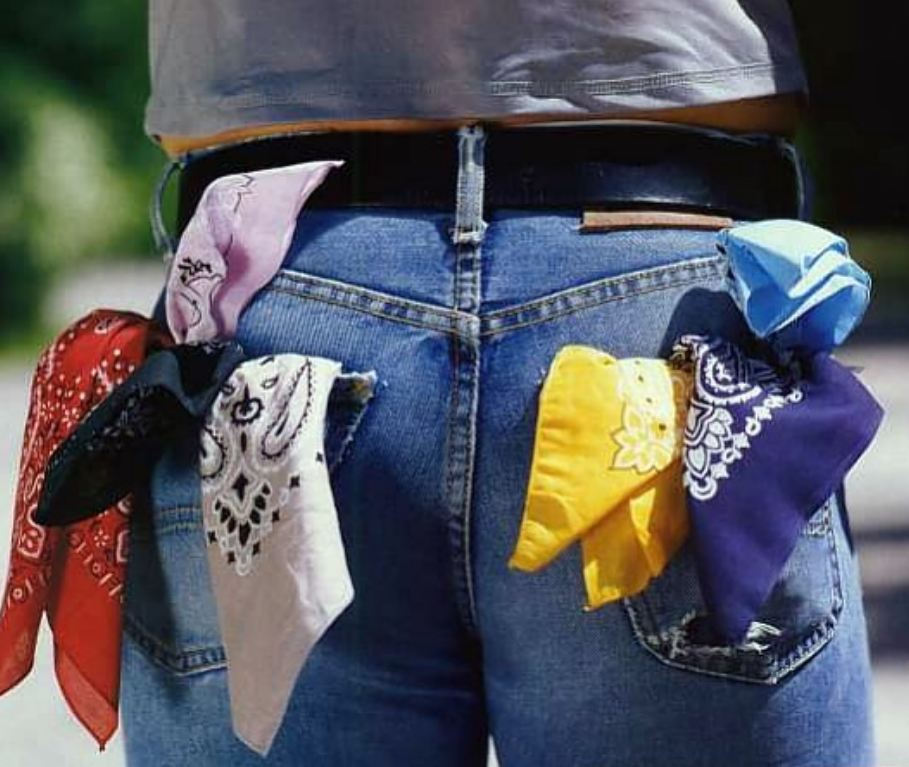
Sortiment de batiste colorate

Codul batistelor (cunoscut în limba engleză și ca hanky code) este un sistem codat de culori, folosit în special în rândul bărbaților homosexuali sau practicanților BDSM din Statele Unite, Canada, Australia și Europa. Aceste coduri implică în mod tradițional purtarea de diferite culori sau simboluri pentru a le permite potențialilor parteneri sexuali să știe în ce sunt interesați și ce caută purtătorii unor astfel de batiste colorate. Codul batistelor a fost folosit pe scară largă în anii '70 de bărbații homosexuali și bisexuali și a ajuns, cu timpul, să cuprindă toate genurile și orientările. Codul este bine documentat în Gay Semiotics, lucrarea de referință a fotografului Hal Fischer, publicată pentru prima oară în 1977 și reeditată în noiembrie 2015. În următorul tabel sunt enumerate culorile folosite în codul batistelor, dar și semnificația acestora:
| Culoare          | Semnificație  |
| ---------------- | ------------- |
| Negru            | Sadomasochism |
| Albastru închis  | Sex anal      |
| Albastru deschis | Sex oral      |
| Maro             | Scatofilie    |
| Verde            | Prostituție   |
| Gri              | Bondage       |
| Portocaliu       | Orice merge   |
| Violet           | Piercing      |
| Roșu             | Fisting       |
| Galben           | Watersports   |

## Alte simboluri

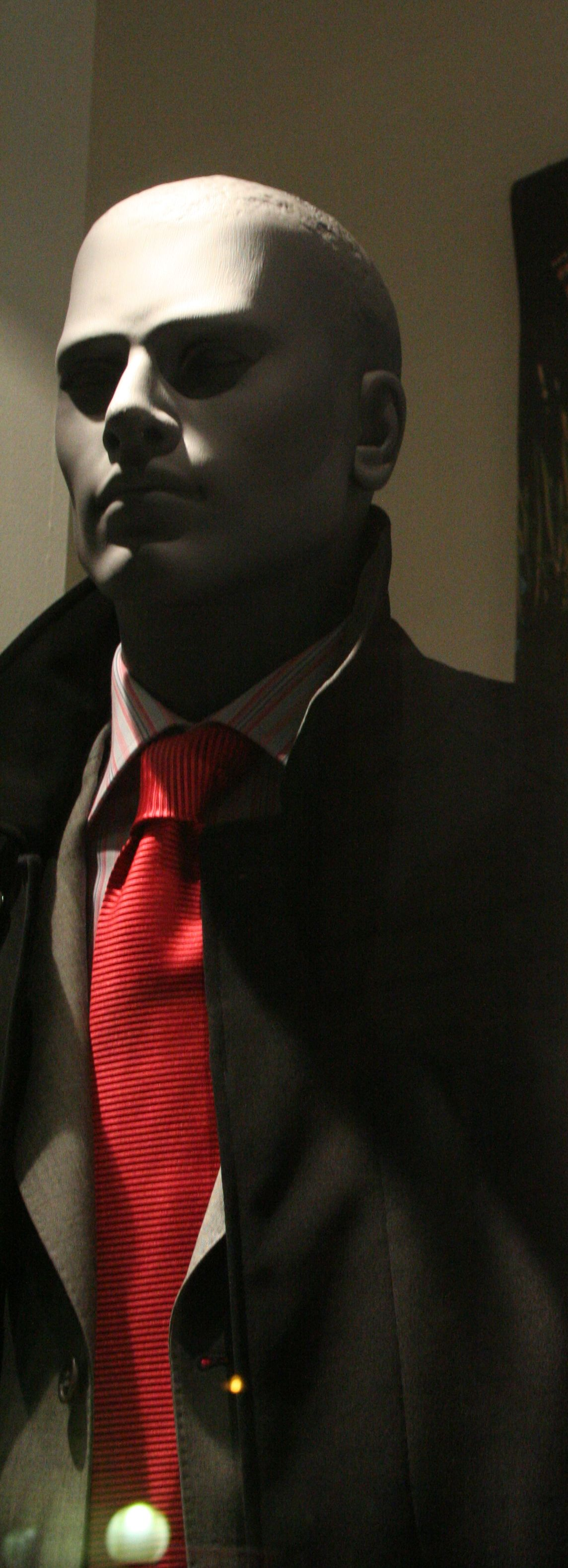
Cravata roșie era purtată de bărbații homosexuali în secolul al XX-lea pentru a se diferenția de heterosexuali.

- Obligeana (Acorus calamus). În poeziile lui Walt Whitman, umanist gay din Statele Unite, obligeana este un simbol al iubirii homoerotice.[136]
- Lemnul-Domnului (Artemisia abrotanum). Plantă medicinală folosită uneori de poeți ai secolului al XIX-lea ca simbol al homosexualității.[136]
- Garoafa verde (Dianthus caryophyllus). Asocierea culorii verzi cu homosexualitatea este foarte veche. În Roma antică, homosexualii erau numiți „galbinati”, deoarece se spunea că le plăceau culorile galben și verde. În Istoria secretă a lui Procopius de Cezareea este amintit faptul că Iustinian a persecutat homosexualii, începând mai întâi cu membrii unei facțiuni politice rivale, cunoscute drept „verzii”.[137] La începutul secolului al XX-lea, folosirea unor anumite culori de îmbrăcăminte ca semn distinctiv era destul de răspândită. În Paris homosexualii purtau cravate verzi, iar în Anglia victoriană, bărbații homosexuali purtau atașate de reverul gulerului garoafe verzi, trend popularizat de Oscar Wilde, care purta deseori o astfel de garoafă.[138]
- Violetele. Femeile bisexuale și lesbiene obișnuiau să le ofere violete femeilor pe care le îndrăgeau, simbolizând dorința lor „safică”. Într-o poezie, Sappho se descria pe ea și o iubită purtând ghirlande de violete. Acest obicei a fost popular între anii 1910 și 1950.[139]
- Iepurele, hiena, nevăstuica. Aceste trei animale sunt menționate într-un text apocrif (epistola lui Barnaba) datând din secolul al IV-lea, în care Dumnezeu avertizează asupra consumului de carne de iepure (asociat cu sexul anal), hienă, despre care se credea în acele vremuri că își schimbă sexul o dată pe an, și nevastuică, asociată cu sexul între lesbiene.[140]
- Cravata roșie. Un accesoriu de modă purtat de unii bărbați în prima parte a secolului al XX-lea, ca semn distinctiv care să probeze homosexualitatea lor.[136] Apare ca element recurent în picturile lui Paul Cadmus.[141]
- Inelul de pe degetul mic. Un alt trend foarte răspândit în anii '50, '60 și începutul anilor '70.[142] Unii consideră că are rădăcini vechi și calități mitice, deoarece degetul mic reprezintă spiritualitatea.[143]
- Rinocerii roz. În anii '70, activiștii gay din Boston au ales rinocerul ca simbol al lor, deoarece, asemenea mișcării gay, rinocerul este adesea înțeles greșit, în ciuda blândeții și inteligenței de care dă dovadă până în momentul în care este atacat.[140] Postere cu rinocerul roz, realizate de artiștii Daniel Thaxton și Bernie Toal, împânzeau stațiile de metrou din Boston în 1973.[144]
- Triunghiul roz inversat înconjurat de un cerc verde este folosit pentru a simboliza alianța cu drepturile gay și spațiul liber de homofobie (engl. safe-space).[145]
- Simbolul egalității conceput de Human Rights Campaign (cea mai mare organizație de advocacy și lobby politic pentru persoanele LGBT din Statele Unite), un cub în care semnul egal se poate discerne în albastru și galben, este un simbol familiar pe abțibilduri, magneți, șepci și alte piese de îmbrăcăminte. Acesta semnifică angajamentul față de drepturi egale pentru persoanele LGBT.[146]

## Simbolistica LGBT în context social

### Servicii de asistență medicală
În cadrul serviciilor de asistență medicală, postarea în incintele în care se fac consultațiile de simboluri LGBT, chiar și discrete, este creditată ca fiind capabilă să ofere pacienților/clienților LGBT indicația că personalul este familiar cu existența problematicii lor specifice și, în funcție de acestea, respectivii pacienți/clienți pot stabili ce fel de informații se simt confortabil să împărtășească personalului medical.

### Critici împotriva simbolurilor LGBT
Multe organizații conservatoare, dar și reprezentanți ai cultelor religioase au criticat folosirea curcubeului ca simbol al comunității LGBT. Potrivit acestora, curcubeul reprezintă legământul lui Dumnezeu cu omul și toate creaturile de pe pământ, precum este menționat și în Geneza 9:13:
„Curcubeul Meu, pe care l-am așezat în nor, el va sluji ca semn al legământului dintre Mine și pământ.”
Aceștia opinează că „folosirea curcubeului ca simbol pentru ceva ce Dumnezeu definește clar un păcat este profan, necuviincios și blasfemator în raport cu practicile religioase”. Scriitorul John Nolte de la Breitbart News Network, un website american conservator, numea steagul-curcubeu „fascist” și a cerut să fie dat jos de pe clădirile guvernamentale. Acesta spunea:
„Sub steagul a ceea se numește în mod necinstit mândrie gay sau «drepturi» gay, ura, fascismul și intoleranța au propășit ani de zile, în special împotriva creștinilor și conservatorilor.”
Ca reacție la steagul-curcubeu al comunității LGBT, partidul Rusia Unită a dezvelit în 2015 un steag care celebrează familia tradițională rusă. Steagul înfățișează doi părinți – o femeie și un bărbat – ținându-se de mâini cu trei copii. Deși homosexualitatea nu este ilegală în Rusia, Vladimir Putin a introdus în 2013 o lege care interzice propaganda valorilor „netradiționale”. În aceeași ordine de idei, președintele indonezian Joko Widodo a cerut ca din aplicațiile de instant messaging să fie înlăturate stickerele care înfățișează cupluri de același sex.